# Pimenta Neves
Antônio Marcos Pimenta Neves (Uberlândia, 13 de fevereiro de 1937) é um ex-analista da área de Economia e Finanças e ex-diretor de Redação do jornal O Estado de S. Paulo. Tornou-se conhecido por ter assassinado, em 2000, a namorada jornalista Sandra Gomide, em um haras em Ibiúna, interior de São Paulo.

## Homicídio de Sandra Gomide
Segundo João Gomide, pai da vítima, eles namoraram às escondidas por cerca de dois anos. Quando João descobriu o relacionamento da filha, o mesmo consentiu o namoro, embora o jornalista fosse consideravelmente mais velho do que Sandra. Ao fim de quase quatro anos de namoro, Sandra encerrou o relacionamento, ocasião em que Pimenta Neves a agrediu brutalmente, conforme notificação do crime registrada pela vítima. A agressão foi constatada pelo IML local. Poucos dias depois, o agressor teria pedido perdão.
Na véspera do crime, 19 de agosto de 2000, o jornalista apareceu na chácara da família Gomide para almoçar. No dia seguinte, 20 de agosto, voltou ao haras da família Gomide para tentar reconciliação, que a jovem recusou. Pimenta Neves segurou Sandra, arrastou-a para perto de seu carro, ela conseguiu se soltar mas Pimenta Neves pegou a arma que estava em cima do banco do carro e alvejou Sandra duas vezes, sendo um tiro pelas costas e outro acima do ouvido esquerdo.
Foi preso por sete meses, quando conseguiu liberdade provisória para aguardar o julgamento.
Em 16 de dezembro de 2006 o Superior Tribunal de Justiça (STJ) concedeu liminar suspendendo a ordem de prisão. Em 1 de novembro de 2007, a ministra do Superior Tribunal de Justiça Maria Thereza de Assis Moura confirma a liminar e garante que o jornalista fique solto até que se esgotem todas as possibilidades de recurso.
Em setembro de 2008, o ex-jornalista perdeu o registro de advogado da Ordem dos Advogados do Brasil (OAB) de São Paulo, 35 anos depois de ter recebido o diploma da Faculdade de Direito da USP.
Em 4 de maio de 2010 o subprocurador da República Edson Oliveira de Almeida dá parecer contrário ao recurso extraordinário da defesa.
Após mais de 10 anos do homicídio, e depois de diversos recursos postergando a prisão, em 24 de maio de 2011, o Supremo Tribunal Federal (STF) confirmou a pena e Pimenta Neves foi preso. Em 18 de Fevereiro de 2016 foi concedido o benefício de regime aberto a Antônio Neves em virtude de "bom comportamento". O caso de assassinato de Sandra Gomide foi listado pelo portal Brasil Online (BOL) ao lado de "22 crimes que chocaram o Brasil."